# Piedra de la elocuencia

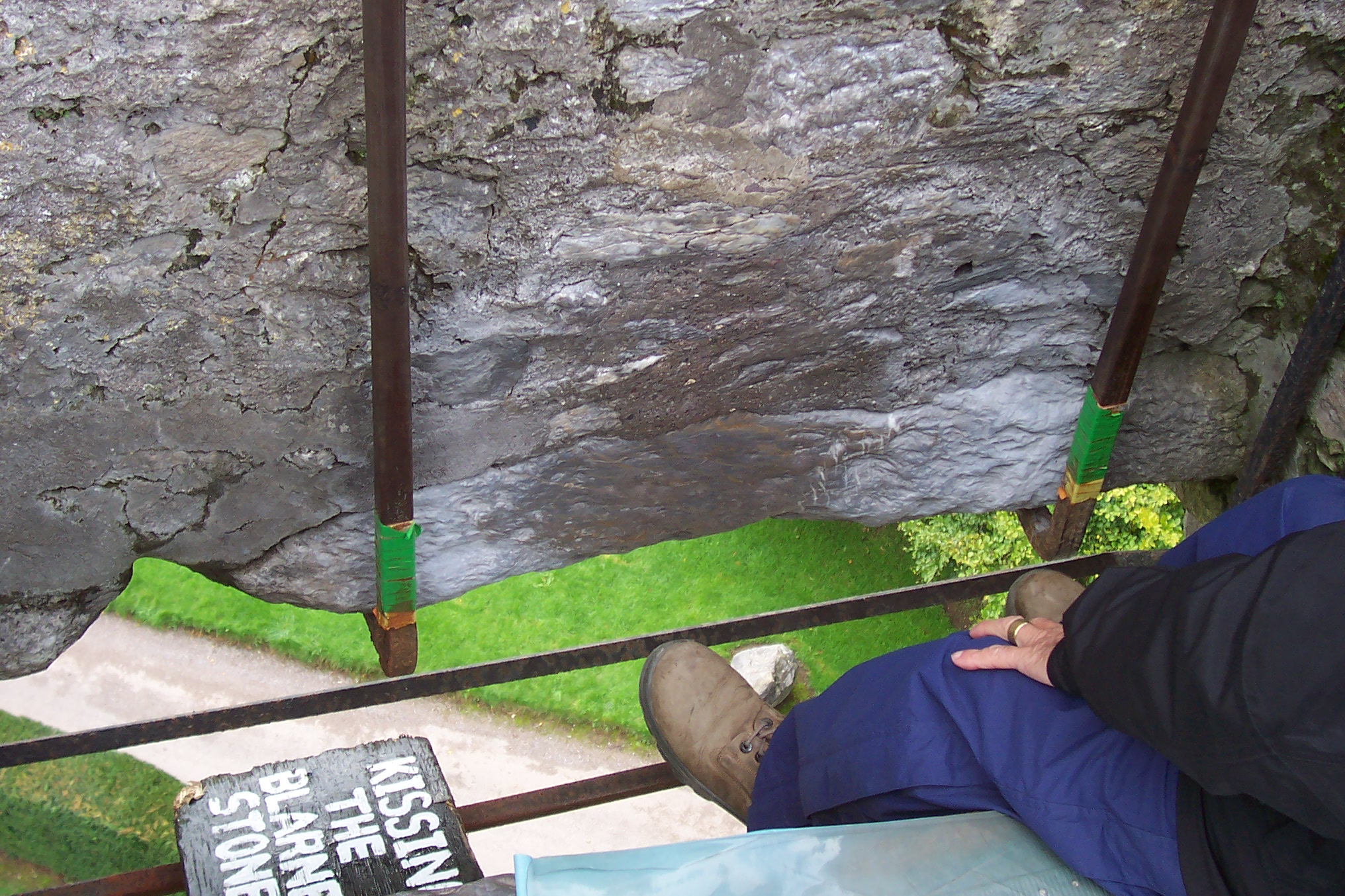
La piedra de Blarney

La piedra de la elocuencia, piedra de Blarney o Blarney Stone, es un bloque de piedra que según la leyenda formó parte de la Piedra de Scone; se encuentra situada en lo alto del castillo de Blarney en las afueras de Cork, en el condado del mismo nombre en Irlanda.
Según cuenta la leyenda, besando la piedra por la parte de abajo se obtiene el don de la elocuencia. La piedra fue incrustada en la torre en 1446.

## Historia y leyenda

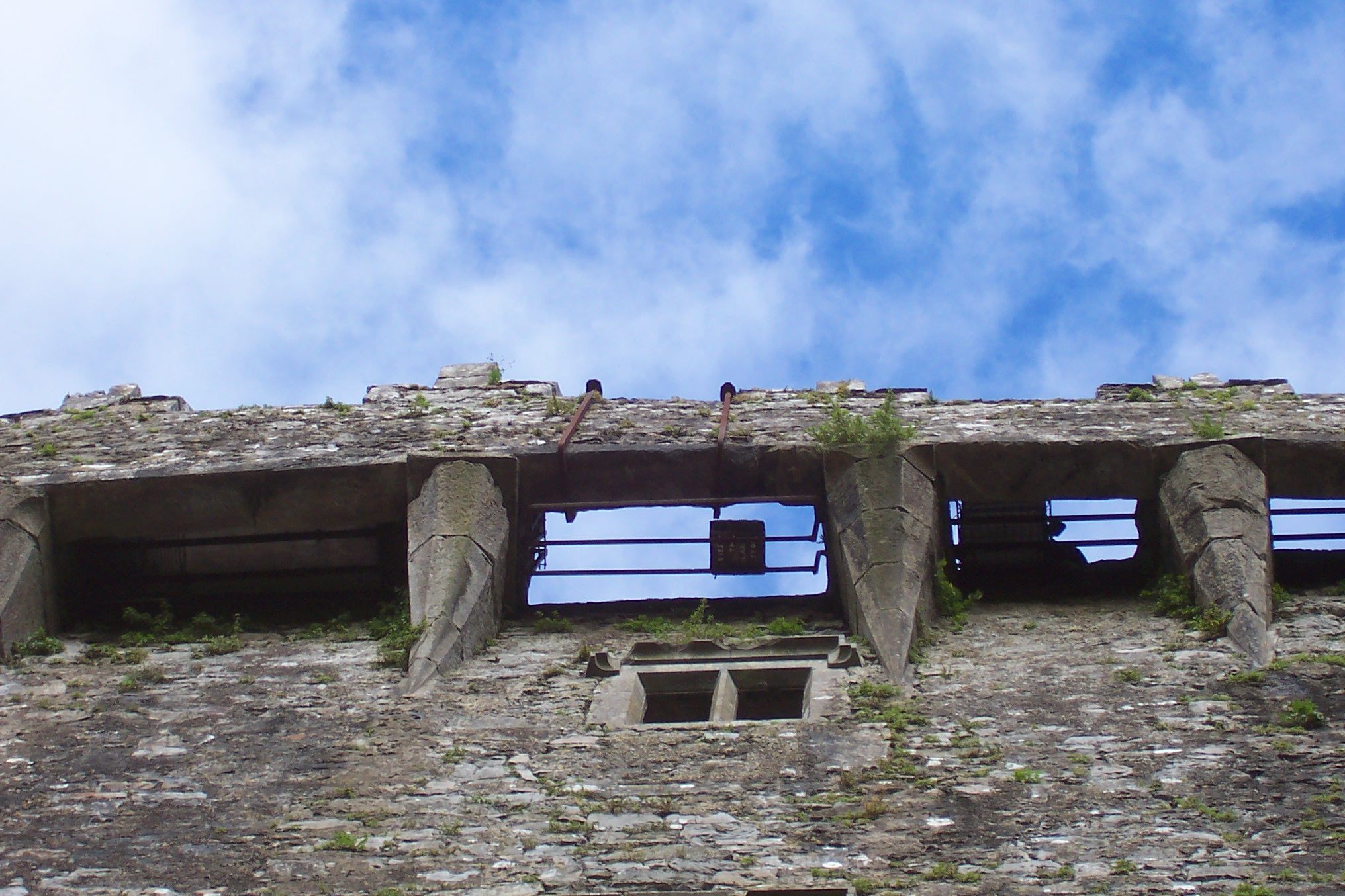
Vista desde el suelo de la piedra

La leyenda dice que la piedra es un fragmento de la Piedra de Scone, regalada a Irlanda por Roberto I de Escocia (Robert the Bruce) en 1314, en agradecimiento por su colaboración en la Batalla de Bannockburn. El fragmento de piedra fue otorgado a Cormac McCarthy, rey de Munster que era el dueño de la fortaleza de Bantry.
Los propietarios del castillo tienen diferentes explicaciones sobre el origen de la piedra y sus supuestos poderes. Así se indica que:
- La Piedra era la piedra que Jacob usaba como almohada y fue traída a Irlanda por el profeta Jeremías.
- La Piedra era la almohada usada por Columba de Iona en su lecho de muerte.
- La Piedra era la Piedra de Ezel, que David ocultó siguiendo el consejo de Jonatán, mientras era perseguido por Saúl y que llegó a Irlanda gracias a las Cruzadas.
- La Piedra era la roca que Moisés toco con su bastón haciendo manar agua para los israelitas durante su éxodo de Egipto.

Según la tradición, en el Instituto Tecnológico de Texas en Lubbock se exhibe un fragmento de la piedra en el exterior del edificio de Ingeniería eléctrica desde 1939.